# Vodneanți, Dobrici
Vodneanți (în bulgară Воднянци, în română Mârzâc) este un sat în comuna Dobricika, regiunea Dobrici, Dobrogea de Sud, Bulgaria. 
Între anii 1913-1940 a făcut parte din plasa Ezibei a județului Caliacra, România.

## Demografie
Componența etnică a satului Vodneanți
     Turci (28,9%)
     Bulgari (5,64%)
     Romi (39,53%)
     Nicio identificare (25,91%)
La recensământul din 2011, populația satului Vodneanți era de 301 locuitori. Nu există o etnie majoritară, locuitorii fiind romi (39,53%), turci (28,9%) și bulgari (5,64%). Pentru 25,91% din locuitori nu este cunoscută apartenența etnică.